# Cecidophyes nudus
Espèce
Cecidophyes nudus est une espèce d'acariens de la famille des Eriophyidae.

## Systématique
Le nom valide complet (avec auteur) de ce taxon est Cecidophyes nudus Nalepa, 1891.
Cecidophyes nudus a pour synonyme Eriophyes nudus (Nalepa, 1891)